# Зеленка, Иржи
Иржи Зеленка (чеш. Jiří Zelenka; 17 августа 1972, Прага, Чехословакия) — бывший чешский хоккеист, правый крайний нападающий. Чемпион Чехословакии 1993 года, чемпион Чешской экстралиги 2000, 2002, 2006 и 2007 годов. Все золотые медали выиграл в составе клуба «Спарта» Прага.

## Биография
Иржи Зеленка известен по выступлениям за клуб «Спарта» Прага. В составе «Спарты» в 1993 году выиграл последний чемпионат Чехословакии, а также 4 раза становился чемпионом Чешской экстралиги. Закончил активную карьеру в 2008 году, но еще на протяжении 3 сезонов играл в низших чешских лигах. После окончания игровой карьеры остался в хоккее, тренировал юниорские команды «Спарты». Из-за проблем со здоровьем был вынужден на время уйти с тренерской работы. 25 июля 2019 года Иржи Зеленка успешно перенёс операцию по трансплантации почки. Уже 1 августа, спустя 6 дней был выписан из больницы.

## Достижения

### Командные
Чемпион Чехословакии 1993
 Чемпион Чехии 2000, 2002, 2006, 2007
 Серебряный призёр чемпионата Чехии 2001
 Бронзовый призёр чемпионата Чехии 1996, 1997, 2003
 Бронзовый призёр чемпионата Европы среди юниоров 1990

## Статистика
- Чемпионат Чехии (Чехословакии) — 776 игр, 534 очка (277+257)
- Чемпионат Германии — 99 игр, 80 очков (44+36)
- Чемпионат Финляндии — 13 игр, 5 очков (3+2)
- Евролига — 31 игра, 33 очка (18+15)
- Сборная Чехии — 39 игр, 11 шайб
- Всего за карьеру — 958 игр, 353 шайбы